# Quyền LGBT ở Ma Cao
Quyền đồng tính nữ, đồng tính nam, song tính và chuyển giới (tiếng Trung Quốc: 女同性戀者、男同性戀者、雙性戀者 與 跨性別者; tiếng Bồ Đào Nha: lésbicas, gays, bissexuais ou transgêneros) ở Ma Cao có thể phải đối mặt với những thách thức pháp lý mà những người không phải là người LGBT gặp phải. Trong khi hoạt động tình dục đồng giới bị coi thường vào năm 1996, các cặp đồng giới và hộ gia đình do các cặp đồng giới đứng đầu vẫn không đủ điều kiện nhận một số quyền hợp pháp dành cho các cặp khác giới.

## Bảng tóm tắt
| Hoạt động tình dục đồng giới hợp pháp                                                      | Yes                                      |
| Độ tuổi đồng ý                                                                             | Yes                                      |
| Luật chống phân biệt đối xử trong việc làm                                                 | (Từ năm 2008)                            |
| Luật chống phân biệt đối xử trong việc cung cấp hàng hóa và dịch vụ                        | No                                       |
| Luật chống phân biệt đối xử trong phân biệt đối xử gián tiếp, ghét ngôn từ và ghét bạo lực | No                                       |
| Hôn nhân đồng giới                                                                         | No                                       |
| Công nhận các cặp đồng giới (ví dụ: quan hệ đối tác dân sự)                                | No                                       |
| Con nuôi của các cặp vợ chồng đồng giới                                                    | No                                       |
| Con nuôi chung của các cặp đồng giới                                                       | No                                       |
| Người đồng tính nam và đồng tính nữ được phép phục vụ công khai trong quân đội             | (Trung Quốc chịu trách nhiệm quốc phòng) |
| Quyền thay đổi giới tính hợp pháp                                                          |                                          |
| Truy cập IVF cho đồng tính nữ                                                              |                                          |
| Mang thai hộ thương mại cho các cặp đồng tính nam                                          |                                          |
| NQHN được phép hiến máu                                                                    |                                          |